# Athina Onassis
Athina Onassis (aussi nommée Athina Onassis de Miranda après son mariage), née le 29 janvier 1985, est une sportive franco-grecque, la seule descendante survivante de l’armateur grec Aristote Onassis et l'unique héritière de la fille de ce dernier, Christina Onassis — laquelle a hérité 55 % de sa fortune.
Elle pratique le saut d’obstacles en compétition.

## Jeunesse
Née en France à Neuilly-sur-Seine, Athina Onassis de Miranda est la fille unique de Christina Onassis (1950-1988) et de son quatrième mari Thierry Roussel (en), héritier du groupe pharmaceutique français Roussel-Uclaf (et frère de Christine Roussel, duchesse de Luynes par son mariage avec Jean d'Albert de Luynes). Avant son mariage en décembre 2005, Athina portait le patronyme de son père, « Roussel ». Après son mariage avec Alvaro Alfonso de Miranda Neto, elle a pris le nom d'usage « de Miranda », et a ensuite légalement obtenu de porter le nom de sa mère, « Onassis », qu'elle a adjoint à son nom d'épouse. Dans les compétitions équestres, elle est engagée comme « Athina Onassis de Miranda », « Athina de Miranda » ou encore « Athina Onassis Miranda ».
Les parents d’Athina ont été mariés pendant une courte période, de 1984 à 1986. Ils se sont séparés après que la maîtresse de Roussel, le mannequin suédois Marianne « Gaby » Landhage, soit enceinte de leur second enfant. Athina est née douze années après la mort de son oncle, Alexandre Onassis, onze années après celle de sa grand-mère Athina « Tina » Livanos (en) dont elle tient le prénom, et quasiment dix années après la mort de son grand-père Aristote. 
Athina avait à peine trois ans quand sa mère Christina est morte d’un œdème pulmonaire en novembre 1988. Après la mort de sa mère, elle a été élevée par son père et par Marianne Landhage, que son père épousa plus tard.
Pour son éducation primaire, elle a fréquenté dans une école suisse à Lussy-sur-Morges, où les Roussel vivaient dans une villa avec cinq chambres. Elle a ensuite poursuivi ses études dans un lycée à Bruxelles, où elle a réussi l’examen du baccalauréat en 2003.
Elle s'est mariée en 2005 avec le cavalier brésilien médaillé olympique, Álvaro de Miranda Neto. Après quoi, elle a utilisé les noms Onassis et Miranda et non plus le nom Roussel. Le père et la belle-mère de la mariée n’étaient pas présents à la cérémonie, bien que sa demi-sœur Sandrine Roussel ait été invitée,,. Le couple s'est installé à São Paulo et s'est consacré notamment aux compétitions équestres. À la demande d'Athina Onassis, le couple s'est séparé en 2016 et le divorce a été prononcé en 2017,.
Athina Onassis de Miranda a un demi-frère et deux demi-sœurs issus de la relation de son père avec sa seconde épouse Gaby Landhage : 
- Erik Christopher Roussel (né en juillet 1985) ;
- Sandrine Roussel (née en mai 1987) ;
- Johanna Roussel (née en juillet 1991).

## Fortune personnelle
Sa mère Christina Onassis a hérité de 55 % de la fortune d'Aristote Onassis. Les 45 % restant, moins les 26 millions de dollars laissés à la veuve d’Onassis Jacqueline Kennedy Onassis, ont été donnés à la Fondation d’intérêt public Alexandre S. Onassis, créée en l’honneur du défunt fils d’Aristote. Les deux parts issues de la fortune de l'armateur sont gérées séparément. Malgré les enquêtes approfondies menées par les médias, l’étendue de la fortune des Onassis de Miranda reste inconnue.
Le montant de l’héritage d’Athina Onassis de Miranda fait l'objet d'estimations variées, certaines faisant état d'un patrimoine égal ou supérieur un milliard de dollars, d'autres d'un patrimoine moindre. L'une des sources de confusion est la tendance des médias à confondre ce qui lui appartient et ce qui appartient à la Fondation Onassis. Parmi les actifs qui feraient partie de son héritage, se trouve la petite île au large de la côte grecque de Skorpios, qui a été vendue à Ekaterina Rybolovleva, fille de l'oligarque Dmitri Rybolovlev, pour 100 000 000 £, et bien qu'Aristote Onassis ait interdit que l'île soit vendue, prévoyant dans son testament que si ses descendants ne pouvaient en assurer l'entretien, elle serait léguée à l'État grec,.

## Problèmes juridiques
Christina Onassis n’a jamais entièrement fait confiance à Thierry Roussel, ce qui a mené la famille à prendre des dispositions pour un conseil d'administration ayant pour but de contrôler l'argent de la famille jusqu'à ce qu’Athina soit en âge de le gérer. Les gérants que Christina a choisis pour gérer l'héritage d’Athina, au cas où Christina décéderait prématurément, étaient Stelio Papadimitriou, Paul Ioannidis, Apostolos Zabelas, Theodore Gabrielides et Thierry Roussel. Les « quatre Grecs » (les membres du conseil autres que Roussel) ont été régulièrement surnommés « vieillards » par les médias. Au cours de l’enfance et de l’adolescence d’Athina, toutes les dépenses effectuées en son nom par son père (à l’aide de l’héritage d’Onassis) devaient être approuvées par le Conseil à l’avance (ce qui a conduit son père à menacer constamment de revenir à Paris avec sa famille, où l’impôt sur le revenu auraient fait coûter à la succession une « petite fortune par an »). En 1999, le tribunal de Vaduz (Liechtenstein) a demandé que la gérance de l’héritage d’Athina passe des cinq gérants choisis par sa mère au cabinet d’audit KPMG Fides à Lucerne.
Toujours en 1999, à l’âge de 13 ans, Athina a dit dans un document judiciaire qu’elle ressentait une « grande aversion pour tout ce qui était grec » alors même que sa mère était grecque. Dans l'une de ses rares interviews publiées dans Oggi, un journal italien, Athina a déclaré qu’elle imputait « tous les problèmes » au nom d’Onassis. Pareillement, sa belle-mère Gaby a déclaré dans 20/20 avec Diane Sawyer qu’Athina lui avait dit que « si elle pouvait brûler tout l’argent Onassis, elle le ferait ».
À partir de ses 18 ans, Athina avait l’âge légal de prendre seule le contrôle de la moitié de son héritage. Toutefois, à son 21e anniversaire en janvier 2006, elle n’a pas pris le contrôle de l’autre moitié, et n'est pas devenue présidente de la Fondation Onassis. Les membres du conseil de la fondation ont déclaré qu’ils ne passeraient pas le contrôle à Athina, qu’ils ont déclaré ne pas être qualifiée pour, et qui en plus niait qu’elle resterait toujours une héritière de la succession d’Aristote Onassis. Les avocats d’Athina se sont battus en vain pour la rétablir en tant que présidente de la fondation.
Stelios Papadimitriou, président de la fondation, ajoute : « On ne va pas donner la Fondation Onassis à quelqu’un qui n’a aucun lien avec notre culture, notre religion, notre langue ou nos expériences partagées et qui n’est jamais allé à l’Université ou n’a travaillé un jour dans sa vie. Elle peut faire ce qu’elle veut avec ce qu’elle a hérité de sa mère, mais pas avec l’héritage d’Onassis au peuple grec en mémoire d’Alexandre Onassis. » [réf. nécessaire].

## Carrière équestre

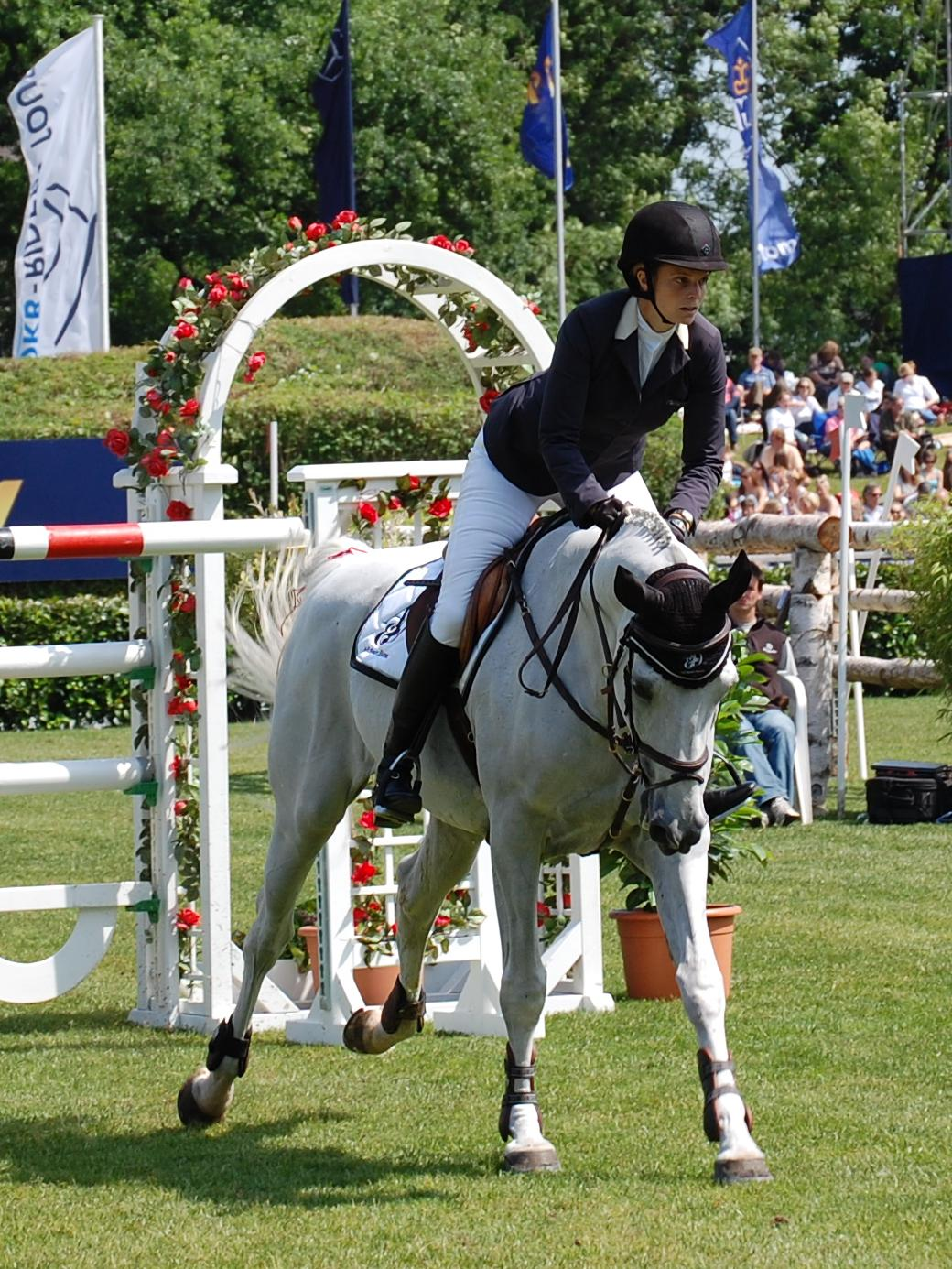
Athina Onassis de Miranda en 2011.

Athina Onassis de Miranda a commencé sa carrière équestre alors qu’elle était adolescente et encore connue sous le nom d’Athina Roussel. Plus récemment, dans un effort pour s’approprier ses racines maternelles, elle a exprimé son intérêt pour l’apprentissage du grec et le renouvellement de son passeport grec. Elle a aussi échangé son affiliation nationale de la France à la Grèce pour toutes les compétitions équestres.
Athina Onassis de Miranda et son mari possédaient une maison à São Paulo, mais ils voyagaient tout au long de l’année avec le Global Champions Tour, dont Athina Onassis de Miranda est la patronne officielle. La partie de la tournée à Rio de Janeiro est en réalité appelée le « Athina Onassis International Horse Show », fondé en 2007. Il était initialement fixé à São Paulo. Mais à partir de 2009, le centre de Rio de Janeiro avait été rénové lors de sa venue. Athina Onassis de Miranda et son mari étaient également copropriétaire de « AD Sport Horses » basé à Fleurus. Après son divorce, elle s'installe en Belgique.
En novembre 2012, Athina Onassis de Miranda a subi une lésion de la moelle à la suite d'une chute de cheval, mais elle est retournée en compétition dès janvier 2013.
En février 2014, Athina Onassis de Miranda paie 12 millions de dollars en espèces pour un domaine de 2,2 hectares et une ferme à Wellington, un village dans le comté de Palm Beach en Floride. Cette propriété était précédemment celle de Mark Bellissimo, le propriétaire du Winter Equestrian Festival. Athina Onassis de Miranda prévoit de garder et d’entraîner ses chevaux sur la propriété pendant l’hiver.